# Vimieiro (Arraiolos)
Vimieiro é uma povoação portuguesa sede da Freguesia de Vimieiro do Município de Arraiolos, freguesia com 252,56 km² de área e 1335 habitantes (censo de 2021), e, por isso, uma densidade populacional de 5,3 hab./km².
Além da sede, Vimieiro, a Freguesia de Vimieiro engloba as povoações de Bardeira e Venda do Duque.

## História
Vimieiro foi sede de concelho entre 1257 e 1855. São conhecidos dois forais, o primeiro atribuído por D. Francisco bruno Neves bispo de Évora, em 1257 e o segundo por D. Manuel I, rei de Portugal, em 1512. Era constituído, em 1801, pelas freguesias da vila e de Santa Justa. Tinha então 1 819 habitantes e 266 km². Em 1849 era constituído apenas pela freguesia da sede. Foi suprimido pela reforma administrativa de 1855, tendo consequentemente perdido a categoria de vila, facto que o brasão com uma coroa mural de quatro torres visíveis assinala até hoje.

## Demografia
A população registada nos censos foi:
| Distribuição da População por Grupos Etários | Distribuição da População por Grupos Etários | Distribuição da População por Grupos Etários | Distribuição da População por Grupos Etários | Distribuição da População por Grupos Etários |
| -------------------------------------------- | -------------------------------------------- | -------------------------------------------- | -------------------------------------------- | -------------------------------------------- |
| Ano                                          | 0-14 Anos                                    | 15-24 Anos                                   | 25-64 Anos                                   | > 65 Anos                                    |
| 2001                                         | 177                                          | 156                                          | 764                                          | 503                                          |
| 2011                                         | 167                                          | 136                                          | 724                                          | 562                                          |
| 2021                                         | 105                                          | 116                                          | 592                                          | 522                                          |

## Património
- Anta da Venda do Duque;
- Igreja do Espírito Santo ou Igreja do Hospital do Espírito Santo;
- Igreja da Misericórdia de Vimieiro (finais do século XVI);
- Palácio dos Condes de Vimieiro (palácio senhorial da vila);
- Igreja Matriz do Vimieiro ou Igreja de Nossa Senhora da Encarnação do Sobral (1557);
- edifício dos Paços do Concelho, hoje edifício da Guarda Nacional Republicana;
- Casa com varanda de arquitetura popular quinhentista (Praça Dr. Teófilo Salgado);
- Ermida de S. Brás (século XVI).

## Equipamentos
- Junta de Freguesia do Vimieiro;
- Parque Urbano do Vimieiro;
- Jardim de Infância da Santa Casa da Misericórdia do Vimieiro;
- Casa do Povo do Vimieiro;
- Campo de Padel do Vimieiro;
- Palácio dos Condes do Vimieiro (futuro museu);

## Coletividades
- Clube Alentejano de Desportos Vimieirense;
- Sociedade Filarmónica 1º de Abril Vimieirense (criada em 1924);
- Associação Jovem do Vimieiro;
- Sociedade Musical União Vimieirense;
- Associação de Reformados do Vimieiro;
- Santa Casa da Misericórdia do Vimieiro.